# 아이온큐

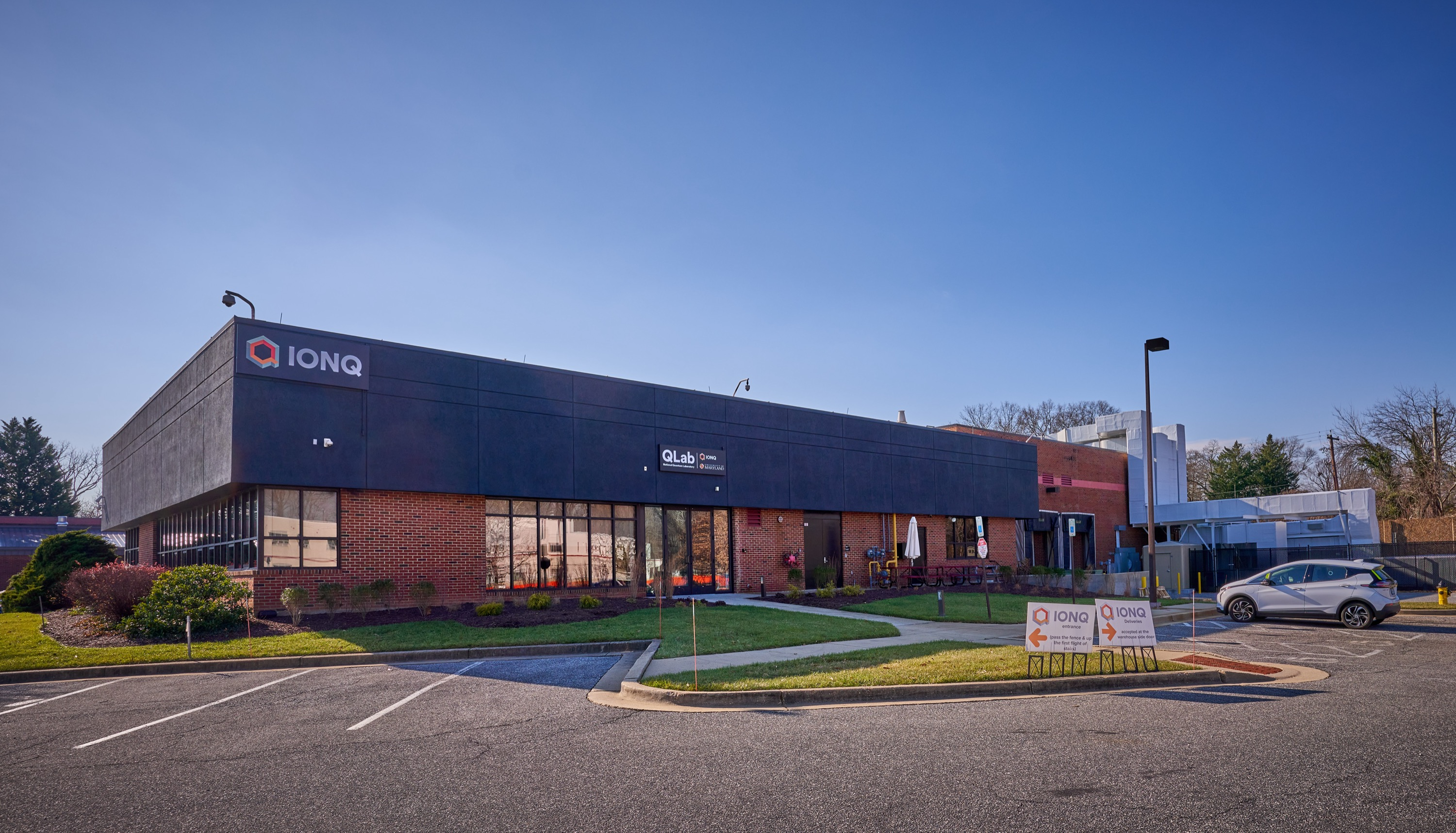
메릴랜드주 컬리지 파크 소재 IonQ 본사

아이온큐(IonQ)는 메릴랜드주 칼리지 파크에 본사를 둔 양자 컴퓨팅 하드웨어 및 소프트웨어 기업이다. IonQ는 양자 회로 생성, 최적화, 실행하는 범용 이온 포획 양자 컴퓨터와 소프트웨어를 개발한다.

## 역사
2015년 듀크대학교 교수였던 크리스토퍼 먼로와 김정상이 벤처투자사인 New Enterprise Associates의 파트너 Harry Weller와 Andrew Schoen의 도움으로 같이 창립하였다.

양자 정보 과학 분야에서 두 창립자의 25년 간의 연구를 통해 회사가 처음 탄생하였다. 먼로의 양자 컴퓨팅 연구는 노벨 물리학 수상자 David Wineland와 함께 미국 국립표준기술원 (NIST)에서 연구원으로 일하면서 시작되었으며, 그때 포획된 이온을 사용하여 최초의 제어 가능한 큐비트와 최초의 제어 가능한 양자 논리 게이트를 제작하는 팀을 이끌었다. 대규모 포획된 이온 컴퓨터를 위한 제안된 아키텍처라는 결과물이 도출되었다.
IARPA(Intelligence Advanced Research Projects Activity )에서 김정상 교수와 먼로 교수에게 자금을 지원하여 수행한 대형 연구를 통해 공식적으로 협업을 시작했다. 둘은 갇힌 이온에 대한 먼로의 연구와 확장 가능한 양자 정보 처리 및 양자 통신 하드웨어에 대한 김정상의 초점을 결합한 the Ion Trap Quantum Processor 라는 제목의 사이언스지에 대한 리뷰 논문 을 발표하였다.
이 공동 연구가�추후 회사 창립의 계기가 되었으며 2015년에 New Enterprise Associates가 먼로와 김정상이 사이언스 지 논문에서 제안한 기술을 상용화할 목적으로 200만 달러를 투자하였다.
2016년에는 IARPA에서 데이빗 뫼링(David Moehring)을 회사로 영입하고 여러 양자 컴퓨팅 프로젝트를 담당하는 회사 최고경영자로 임명하였다. 2017 GV(구 Google Ventures)와 New Enterprise Associates가 주도한 2,000만 달러 규모의 시리즈 B 투자를 유치하였고 이는 GV가 양자 컴퓨팅분야에 한 첫 투자 사례이다. 2017년에 본격적으로 채용을 시작했으며 2018년 말까지 시장에 제품을 출시할 계획이었다. 2019년 5월, 전 Amazon Prime 임원이였던 피터 채프먼이 새로운 CEO로 임명되었다. 회사는 Amazon Web Services, Microsoft Azure 및 Google Cloud를 통해 양자컴퓨터를 대중에게 공개하기 위한 제휴를 하였다.
2021년 10월 경에는 회사가 기업인수목적회사와 합병을 통해 뉴욕증권거래소에 우회 상장하면서 기업공개가 되었다. 회사는 2024년 2월 워싱턴주 보셀시에 전담 연구 개발 시설을 개소하고 미국 최초의 양자 컴퓨팅 공장이라고 홍보하였다.

## 기술
회사의 하드웨어는 먼로가 메릴랜드 대학에서 개발한 기술과 김정상이 듀크 대에서 개발한 기술의 트랩 이온 아키텍처를 기반으로 한다.
회사는 2017년 11월 경에 IEEE 국제 컴퓨팅 리부팅 학술대회에서 회사의 기술전략과 현재 진행상황을 소개하는 논문을 발표했다. 이 설명에서는 냉각, 초기화, 계산을 위해 미세 가공된 이온 트랩 과 여러 가지 광학 및 음향 광학 시스템을 사용하는 방법을 설명한다. 또한 그들은 트랩 이온 시스템의 완전한 연결성을 활용하는 클라우드 API, 사용자 정의 언어 바인딩 및 양자 컴퓨팅 시뮬레이터를 설명한다
회사와 일부 전문가에 따르면 포획된 이온이 정확도, 확장성, 예측 가능성, 코히어런스 시간 등의 여러 측면에서 다른 물리적 큐비트(Qubit) 유형보다 많은 이점을 제공할 수 있다. 다른 사람들은 갇힌 이온 하드웨어의 느린 작동 시간과 상대적인 크기를 비판하며 다른 큐비트 기술도 마찬가지로 유망하다고 주장한다.